# 48844 Беллов
48844 Беллов (48844 Belloves) — астероїд головного поясу, відкритий 18 лютого 1998 року.
Тіссеранів параметр щодо Юпітера — 3,816.